# 1991 au Manitoba
Chronologie du Manitoba
- 1987
- 1988
- 1989
- 1990
- 1991
- 1992
- 1993
- 1994
- 1995

Cette page concerne des événements d'actualité qui se sont produits durant l'année 1991 dans la province canadienne du Manitoba.

## Politique
- Premier ministre : Gary Filmon
- Chef de l'Opposition :
- Lieutenant-gouverneur : George Johnson
- Législature :

## Naissances
- 1er avril : Carter Ashton (né à Winnipeg) est un joueur professionnel de hockey sur glace canadien. Il est le fils du joueur Brent Ashton.

- 25 mai : Cody Eakin (né à Winnipeg) est un joueur de hockey sur glace professionnel canadien.

- 11 septembre : Tabitha Love est une joueuse de volley-ball canadienne née à Brandon. Elle mesure 1,98 m et joue Attaquante.